# Jumkilsån
Jumkilsån är en å i Uppland, biflöde till Fyrisån vari den mynnar strax norr om Uppsala. Längden är 39 km, avrinningsområdet är 262 km². Jumkilsån är det vattendrag i Uppland som har högst fallhöjd med över 100 m från källflödena till mynningen i Fyrisån. Källflödena är delvis belägna inom Västmanlands län och är av karaktären oligotrofa (näringsfattiga) sjöar. Några av sjöarna i systemet är bland annat Tarmlången och den populära badsjön Siggeforasjön.